# گروه مالی بنیف

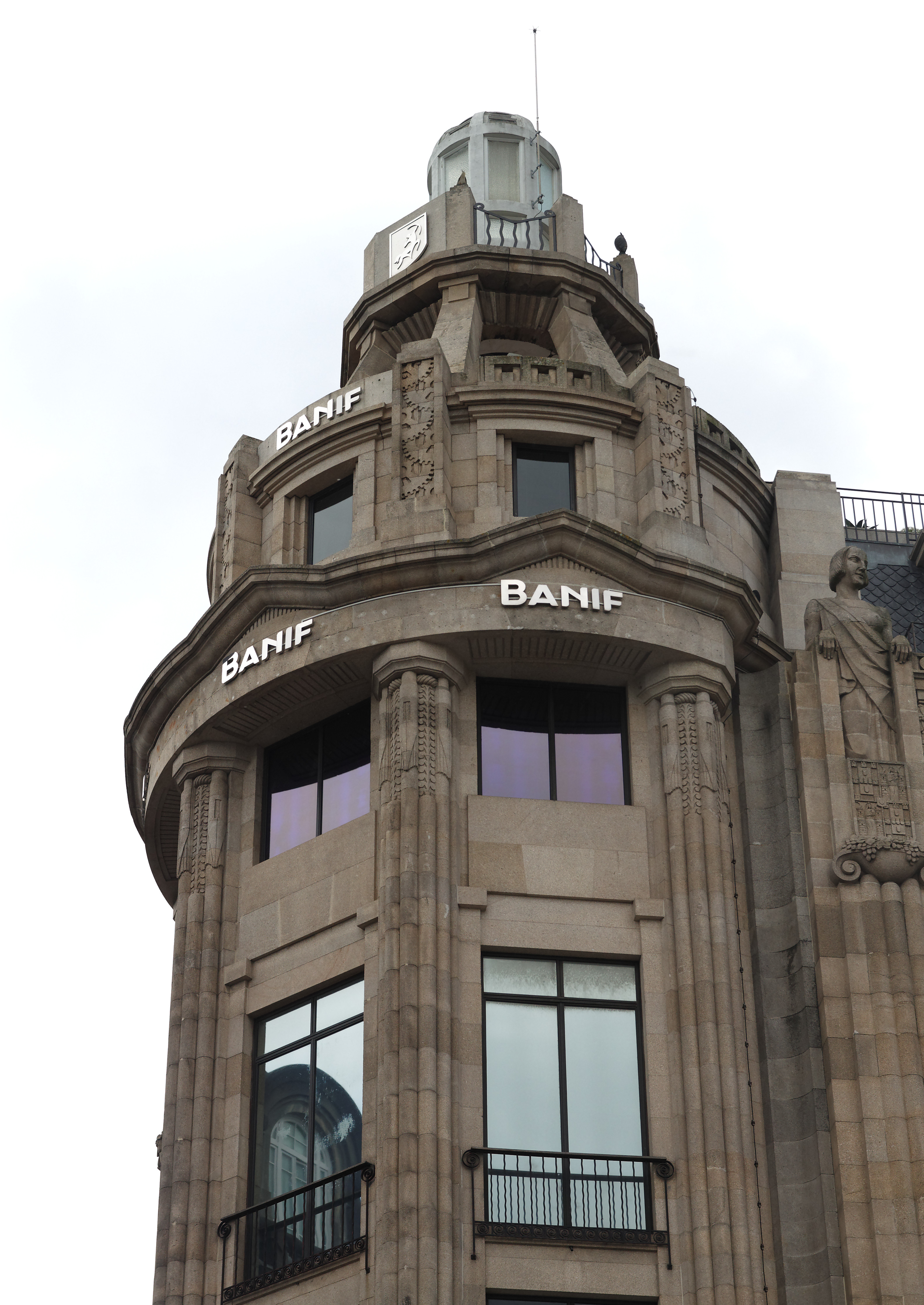
ساختمان بنیف، شعبه پورتو

گروه مالی بنیف (به انگلیسی: Banif Financial Group) شرکت خدمات مالی پرتغالی است، که در سال ۱۹۸۸ تأسیس شد و در حال حاضر دارای عملیات در اروپا، آمریکای جنوبی، آمریکای شمالی، آفریقا و آسیا می‌باشد.
گروه مالی بنیف مالک بانکو اینترناسیونال دو فونچال است. شعبه مرکزی این گروه مالی در شهر فونچال، پرتغال قرار دارد و بخشی از سهام آن در بازارهای بورس نیویورک و بورس یورونکست لیسبون معامله می‌شود.